# Шабурново
Шабурново — поселок в Сергиево-Посадском районе Московской области, входит в состав Шеметовского сельского поселения. По данным Всероссийской переписи 2010 года численность постоянного населения составила 1155 человек. Расположено на севере района, в 40 км от райцентра. В 1994—2006 годах — центр Шабурновского сельского округа.